# Chytonix costimacula
Chytonix costimacula là một loài bướm đêm trong họ Noctuidae.